# Centromadia
Centromadia là một chi thực vật có hoa trong họ Cúc (Asteraceae).

## Loài
Chi Centromadia gồm các loài: